# Vallaviktunnel
Le Vallaviktunnel (littéralement tunnel de Vallavik) est un tunnel routier en Norvège. 

## Géographie
Le tunnel routier à tube unique est situé entre Vallavik dans la municipalité d'Ulvik et Kollanes dans la municipalité de Voss dans la province de (Fylke) Vestland au Nord du Hardangerfjord. Il fait partie du tracé des routes nationales norvégiennes (Riksveier) 7 et 13. 

## Caractéristiques
Le tunnel mesure 7510 mètres de long et présente la particularité de posséder un carrefour à sens giratoire à environ 500 mètres de son extrémité Sud.